# Абамелек, Иван Семёнович
Kнязь Иван Семёнович Абамелек (Абамелик) (арм. Իվան Սիմեոնի Աբամելիք), (1768—1828) — русский военачальник, генерал-майор артиллерии. Армянин по происхождению.
Брат Абамелек Давида Семёновича.

## Биография
Родился 7 января 1768 года в Персии.
В 1798 году приехал из Персии в Петербург. С 1799 года служил в гвардейской артиллерии — полковник (1810), генерал-майор (1817).
Участвовал в военных в кампаниях:
- Аустерлиц — 20 ноября 1805 года;
- Гутштадт (Пруссия, 24 мая), Фридланд (2 июня) — 1807 год;
- Отечественная война 1812 года (Бородино, 26 августа);
- заграничные походы русской армии (1813—1814).

Был начальником арсеналов в Киеве (1822-1827) и Петербурге, изучал дело артиллерийского производства в Берлине. По высочайшему повелению императора Александра I был отправлен к прусскому королю Фридриху Вильгельму, где занимался усовершенствованием литья пушек. 

### Смерть

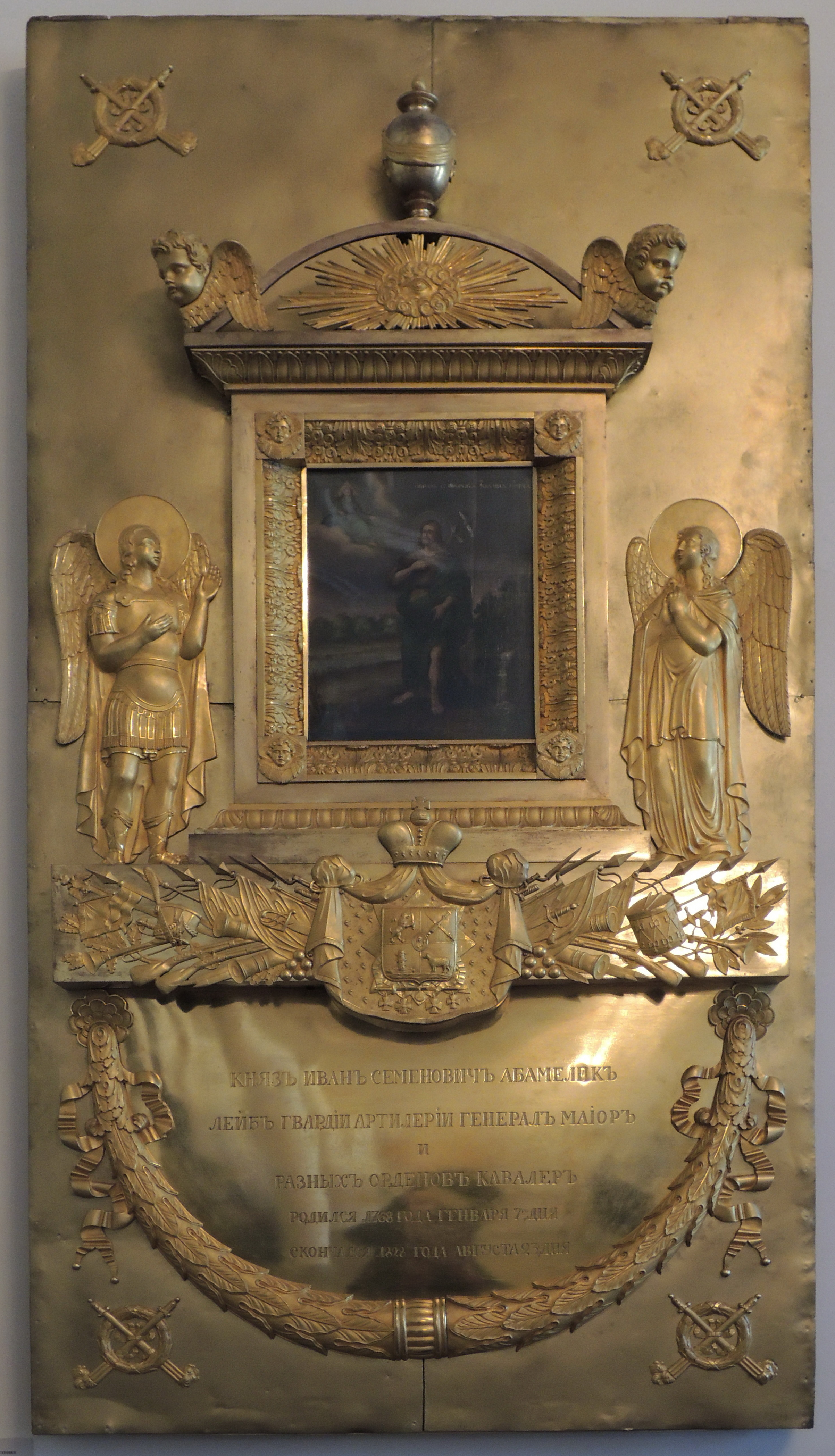
Надгробие

Умер 23 августа 1828 года, не оставив потомства. Был погребён в церкви Воскресения Христова на Смоленском армянском кладбище Санкт-Петербурга в фамильной усыпальнице Лазаревых. На его надгробии в виде щита с иконой в верхней части и двумя ангелами по её сторонам, под рельефом с родовым гербом – надпись: «Князь Иван Семёнович Абамелик артиллерии генерал-майор и разных орденов кавалер. Родился 1768 года января 7-го дня – скончался 1828 года августа 23-го дня». Надгробный памятник был перенесён в 1936 году на Лазаревское кладбище Александро-Невской лавры

## Награды
- Золотое оружие «За храбрость» (12 апреля 1808)
- Орден Святого Владимира 3-й степени (3 июня 1813)[1]
- Орден Святого Георгия 4-й степени (№ 3541; 16 декабря 1821)
- Орден Святой Анны 1-й степени (22 августа 1826)[2]

- Орден Красного орла 3-го класса (1811)[3][4]